# 愛媛県立歯科技術専門学校
愛媛県立歯科技術専門学校（えひめけんりつ しかぎじゅつせんもんがっこう）とは、かつて愛媛県伊予郡砥部町にあった公立専修学校。2010年3月に閉校した。

## 概要
- 所在地 愛媛県伊予郡砥部町

## 沿革

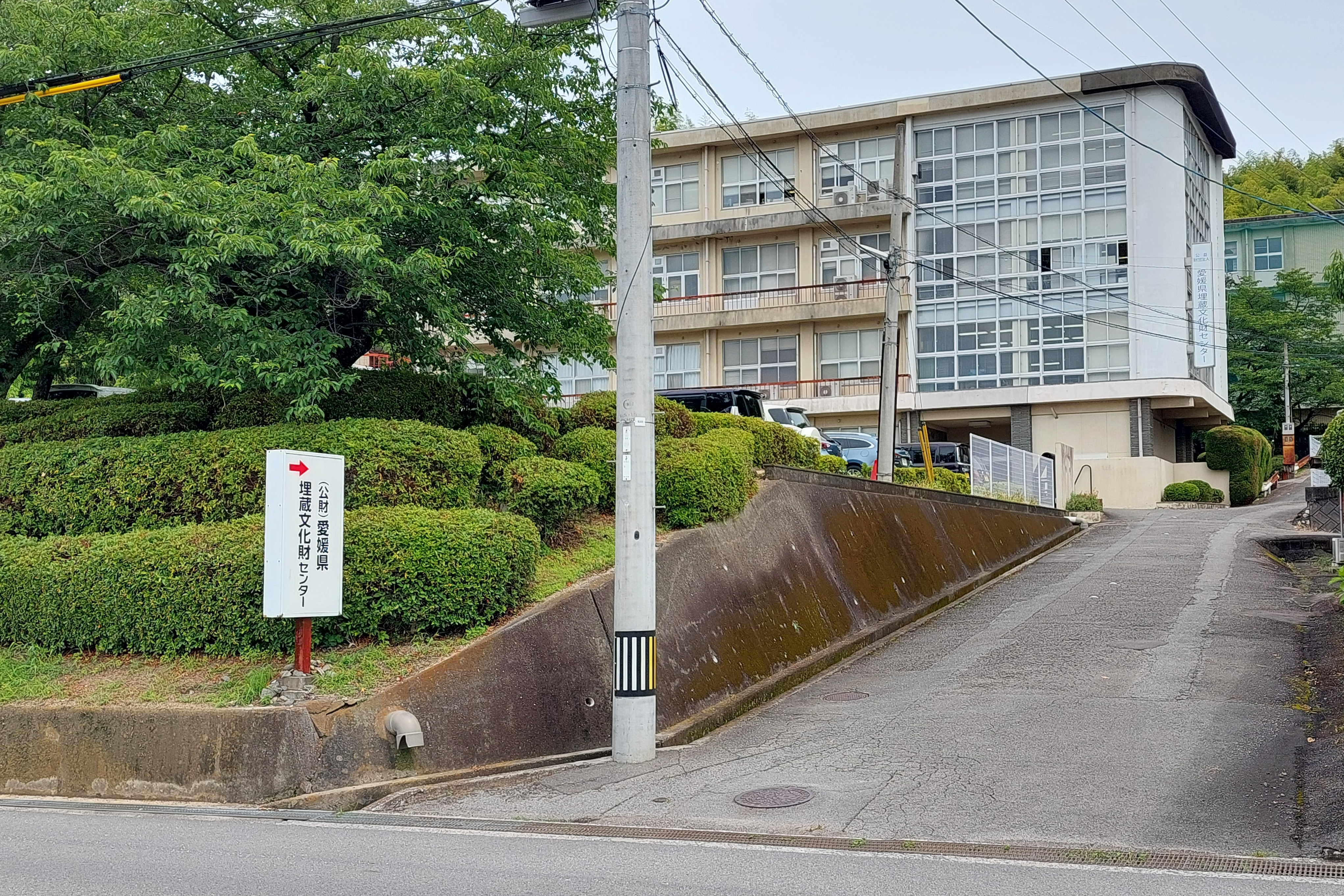
松山市衣山の旧校舎（現・愛媛県埋蔵文化財センター）

- 1959年 - 愛媛県立高等看護学院として設立される。
- 1971年 - 愛媛県立公衆衛生専門学校に改称し松山市の道後から衣山に移転する。
- 1976年 - 専修学校として認可を受ける。
- 1984年 - 松山市の清水町に移転する。
- 1991年 - 現在地に移転。
- 2010年3月 - 閉校。

## 設置学科
- 歯科技工士科
- 歯科衛生士科

## 学校周辺
- 愛媛県立医療技術大学